# Bohatice
Bohatice är en ort i Tjeckien. Den ligger i den norra delen av landet, 70 km norr om huvudstaden Prag. Bohatice ligger 299 meter över havet och antalet invånare är 146.
Terrängen runt Bohatice är huvudsakligen platt, men österut är den kuperad.Runt Bohatice är det ganska tätbefolkat, med 104 invånare per kvadratkilometer. Närmaste större samhälle är Česká Lípa, 10,1 km väster om Bohatice. Omgivningarna runt Bohatice är en mosaik av jordbruksmark och naturlig växtlighet.